# Sylvester & Tweety in Cagey Capers
Sylvester & Tweety in Cagey Capers — видеоигра жанра платформер, основанная на мультфильмах Looney Tunes про кота Сильвестра и птичку Твити, разработанная компаниями TecMagik и Alexandria Inc. и выпущенная компанией Time Warner Interactive в 1993 году эксклюзивно для игровой приставки Sega Mega Drive.

## Сюжет и геймплей
Сюжета как такового у игры нет, как и в серии мультфильмов от Looney Tunes: кот ловит птичку, на этом сюжетная линия ограничивается. В игровом плане Sylvester & Tweety представляет собой платформер с горизонтальным и вертикальным скроллингом, то есть, в отличие от большинства платформеров, вроде игр серии Mario, где «высота» игровых локаций ограничена в основном 1—2 экранами, в игре Sylvester & Tweety in Cagey Capers «высота» локаций практически равна их «длине».
Персонажи и локации оформлены в стиле мультфильмов, на которых основана игра. Графически уровни построены с применением двухмерной графики; как и в большинстве платформеров, уровни и персонажи выполнены с использованием тайловой и спрайтовой графики соответственно.
Цель игры — помочь главному герою (коту Сильвестру) поймать птичку Твити, для чего необходимо погоняться за ней по семи игровым этапам: 
- Domestic Devils — внутри дома. Сильвестр гоняется за Твити внутри дома Бабули. Дом состоит из двух этажей-комнат (гостиной и спальни), соединённых лестницей, а также чердака. По ходу уровня Сильвестр поднимается с первого этажа на чердак. На чердаке, чтобы поймать птичку, Сильвестру нужно построить «пирамиду» из окружающих предметов. Следует остерегаться Бабули и бульдога Гектора.
- Domestic Devils 2 — во дворе дома Бабули. Здесь располагаются электроопоры, заборы и иные объекты; также во дворе можно встретить Гектора. В конце уровня, чтобы добраться до птички, спрятавшейся в скворечнике, Сильвестру, так же как в первом уровне, нужно будет решить небольшую головоломку.
- Mayhem Express — внутри и снаружи движущегося поезда. Поезд состоит из нескольких больших вагонов (грузовых и пассажирских). В некоторых из них встречаются Бабуля и Гектор, а также Кенгуру. В пространство между вагонами лучше не попадать — там располагаются «телепорты», способные «унести» героя в начало уровня; также «телепортами» можно считать открытые проёмы в бортах вагонов. В конце уровня кот ловит птичку на одном из вагонов.
- Back Alley Blues — в трущобах. Улицы-трущобы на окраине города. Гоняясь за Твити, Сильвестр передвигается как по улицам, так и по зданиям. В этом ему мешают уличные коты, а также кактусы на подоконниках, газы из труб, повреждённые электрические провода и иные препятствия. В конце уровня кот ловит птичку на самом высоком здании.
- Hyde and Shriek — в доме-лаборатории неизвестного учёного. Здание состоит из двух этажей, соединённых лестницей, а также чердака, на который можно попасть только на лифте. Уровень отличается более высокой сложностью, чем предыдущие. В частности, возрастает общее количество препятствий (хотя количество врагов остаётся прежним), а Твити временами мутирует в огромного монстра, гоняющегося за Сильвестром и стремящегося проглотить его. Здесь, так же как на третьем уровне, расположены «телепорты» (трубы и воздуховоды), перемещающие персонажа в разные части уровня. Противники — механические собаки, а также различные препятствия (например, газы из повреждённых труб, которые можно отключить, найдя рубильник). В конце уровня Твити можно поймать на чердаке здания.
- Hyde and Shriek 2 — в одной из комнат дома, химической лаборатории, наполненной колбами с реактивами. Здесь кот и птичка, после падения на них сосуда с неизвестным веществом, значительно уменьшаются в размерах. Уровень напоминает предыдущий, только на порядок сложнее. Он представляет собой комнату, в которой на нескольких шкафах и полках размещены различные предметы и колбы с веществами; сосуды соединёны между собой посредством трубок-«переходов». Сильвестр гоняется за Твити по комнате, а также внутри колб. Птичка здесь также мутирует в чудовище. Как и в предыдущем уровне, персонаж может перемещаться, используя «телепорты» (имеющих вид специализированных устройств). Противники — механические собаки. На уровне также много смертельных препятствий: например, вентиляторы, электрические разряды, кислота внутри колб (которую можно миновать только прыгая по пузырям, отделяющимся от неё), горящие газовые горелки и др. Нередко нужно решать логические задачи (например, искать рубильник для отключения газовой горелки или генераторов электрических разрядов). Кот ловит птичку на одной из платформ, расположенной где-то в середине уровня.
- Oceans of Trouble — внутри и снаружи пассажирского корабля, стоящего у причала. Сравнительно небольшой, но сложный уровень. Корабль состоит из нескольких этажей-палуб. «Телепортами» здесь служат трубы-воздуховоды. На уровне встречаются все предыдущие противники (кроме механических собак). В конце уровня, поймав птичку, кот случайно топит корабль и оба героя оказываются на необитаемом острове[5].

Следует отметить, что количество уровней в игре зависит от выбранного уровня сложности: чем он выше, тем больше доступных уровней. Подобную тенденцию можно наблюдать в некоторых других платформерах, — например, The Flintstones. По умолчанию уровень сложности выбран так, чтобы игроку были доступны первые пять уровней.
Для прохождения каждого уровня нужно несколько раз согнать птичку с места, где она сидит и, под конец, поймать её. Уровни игры представляют собой настоящие лабиринты, продвигаться по которым не так уж просто. Также на уровнях присутствуют логические элементы: например, чтобы преодолеть высокую перегородку, Сильвестру нужно построить «пирамиду» из подручных вещей, а чтобы отключить преграждающий путь вентилятор, — отыскать выключатель.
Персонаж обладает определённым уровнем здоровья, который уменьшается при падении с большой высоты или контакте с противниками и некоторыми препятствиями (например, с кактусами, ядовитой кислотой и огнём, электрическими разрядами, падающими цветочными горшками, газами из повреждённых труб и др.). Здоровье героя можно восстановить, собирая консервы. Текущий уровень здоровья отображается специальным индикатором (изображение Сильвестра); при получении персонажем повреждений изображение на индикаторе меняется. В среднем, чтобы потерять одну жизнь, протагонисту нужно получить пять-шесть повреждений (иногда меньше). Также на игровом интерфейсе можно наблюдать индикаторы очков, оставшегося времени и количества жизней.
На уровнях Mayhem Express, Hyde and Shriek, Hyde and Shriek 2 и Oceans of Trouble предусмотрены «телепорты», препятствующие или помогающие во время прохождения.
Врагов в игре достаточно мало. Для борьбы с ними по уровням спрятаны специальные предметы: боксёрская перчатка или, например, кость, с помощью которой можно отвлечь врага-бульдога. Также врагов можно просто бить лапами (как птичку), однако этот способ малоэффективен. Кроме оружия Сильвестр может использовать и другие вещи: зонтик, чтобы, не разбившись, спрыгнуть с большой высоты или пого-стик, чтобы подпрыгнуть повыше.
На некоторых уровнях (например, Domestic Devils) можно встретить котёнка Сильвестра, указывающего кратчайший путь к Твити.

## Критика
В целом игра получила достаточно высокие оценки. Многие рецензенты положительно отзывались о музыкальном оформлении, взятом из оригинальных мультфильмов Looney Tunes. Средняя оценка, по данным сайта MobyGames равняется 78 баллам из 100.

### Рецензии
- Коммерческая информационная база данных компьютерных игр Allgame поставила приключениям Сильвестра 3,5 звёздочки из 5, в том числе: 3 звёздочки за фактор повторного прохождения (англ. Replay Value), 4 звёздочки за графику, которая по мнению Allgame идентична мультфильму, и 4,5 звёздочки за музыку и звук. Причём музыка игры была названа близкой к идеалу, а звуки необычайно реалистичными[4].
- Американский журнал GamePro в июньском номере 1994 года поставил игре максимальную оценку 5/5[8].
- Другой американский журнал — Game Players, оценил игру в 88 баллов из 100, назвав игру в плане графического оформления, музыки и геймплея одной из лучших, вышедших в 1994 году[8].
- По мнению журнала Mega Play, поставившего Sylvester & Tweety в июле 1994 года 68 баллов из 100, единственным минусом игры является несколько неудачное управление. В то же время, музыка и графика были названы фантастическими[8].
- Американский журнал, посвящённый компьютерным играм — EGM, поставил игре оценку 6,8/10. В рецензии говорилось, что, несмотря на превосходную графику и звук, впечатление от игры сильно портит неудобное управление[8].
- В книге «72 игры для Sega Megadrive» Sylvester & Tweety in Cagey Capers получили достаточно высокую оценку 41/50 в том числе 9/10 за графику и оригинальность, 8/10 за музыку и управление и 7/10 за геймплей. Игра была названа в рецензии очень оригинальной, с замечательной, близкой к настоящему мультфильму графикой, и превосходными звуковыми эффектами[9].
- Информационный сайт Sega-16.com поставил игре оценку 5 баллов из 10. Среди недостатков рецензенты выделили прежде всего графическое оформление — в частности, неточности в построении уровней, когда окружающие предметы «сливаются» с фоном и в некоторых случаях нельзя понять, можно ли воздействовать на тот или иной предмет или нет, либо каким-то способом контактировать с ним (один из примеров — кактусы на подоконниках на уровне Back Alley Blues, кажущиеся объектом фона, а не предметом, участвующим непосредственно в игровом процессе). Также были отмечены неудобное управление (высокая инертность персонажа) и недостатки в игровом процессе (например, на уровнях Hyde and Shriek и Hyde and Shriek 2 иногда проявляется нехватка «антидота», нейтрализующего Твити-мутанта). Рассматривая звуковое и музыкальное сопровождение, критики охарактеризовали его как «раздражающее» и сравнили игру в этом плане с Taz-Mania[10]. По словам рецензентов, игра довольно «короткая» по продолжительности и её «можно пройти за один час». Также игра была названа «обычной», использующей те же приёмы, что и многие другие платформеры. При этом, как было указано, графическое оформление в целом стилистически сходно с оригинальным мультфильмом, а идея игры хорошо передаёт тематику последнего. Также рецензентам понравилось то, что игра достаточно разнообразна (по дизайну уровней и полезным предметам); это, по словам критиков, делает игру «особенной»[11].
- Информационный сайт Game Rankings.com, основываясь на рецензии журнала EGM, оценил игру в 65 баллов из 100[12].